# Heath Hall
Heath Hall, Heath, Wakefield, Yorkshire de l'Ouest est une maison de campagne datant de 1709. Initialement appelé Eshald House, le domaine est acheté par John Smyth dont le neveu engage John Carr (architecte) (en) d'York pour reconstruire la maison entre 1754 et 1780. Au XIXe siècle, la maison est remaniée par Anthony Salvin. Heath House est un bâtiment classé Grade I.

## Histoire
La maison d'origine, appelée Eshald House, est construite pour et probablement conçue par Theophilus Shelton  . En 1709, le domaine est acheté par John Smyth  qui a fait une fortune considérable en tant que commerçant de laine . En 1754, son neveu, également John, charge John Carr d'entreprendre un agrandissement majeur de la maison. Les travaux se poursuivent sous le petit-fils de Smyth, un autre John, jusqu'à l'achèvement en 1780 . Le manoir résultant est décrit par Historic England comme "une composition magnifique, l'une des plus belles maisons [de Carr]".  Les Smyth établissent leur place dans la société pendant la construction, le petit-fils étant député de Pontefract pendant 25 ans, devenant Lord de l'Amirauté, Lord du Trésor, Maître de la Monnaie, et s'enfuyant avec et épousant la fille du duc de Grafton .
Smyth est remplacé par son deuxième fils, John Henry Smyth, qui suit son père en épousant une autre fille de Grafton, Lady Elizabeth Fitzroy. En 1837, leur fils, John George, emploie Anthony Salvin pour agrandir la maison, ajoutant un étage mansardé, un porche, une extension au nord  et une salle de billard . Son fils, George John, est le dernier écuyer Smyth de Heath Hall, le laissant en 1882. À sa mort, son neveu vend la propriété à Lord Halifax, ministre des affaires étrangères au moment de la crise de l'apaisement qui en est propriétaire jusqu'en 1938 .
La maison reste une propriété privée et est utilisée comme siège social d'une société de communication .

## Architecture et descriptif
Carr incorpore la maison originale du début du XVIIIe siècle dans sa reconstruction, l'utilisant comme bloc central de sa reconstruction à deux étages et 11 baies . La maison est construite en pierre de taille avec des toits en ardoise. L'intérieur comprend des plâtres Rococo d'une qualité qui, selon Historic England, surpasse tout ce que Carr a entrepris ailleurs. Ruth Harman, dans la révision de 2017 de Pevsner's Yorkshire West Riding: Sheffield and the South, décrit le salon comme "l'un des plus beaux espaces de Carr" .
L'historienne de l'architecture Jill Allibone note les extensions victoriennes de la maison réalisées pour le colonel John George Smyth en 1837–1845 . Harman critique les ajouts de grenier de Salvin, suggérant qu'ils ont détruit la "hiérarchie de la ligne de toit [de Carr]" .
Heath Hall est un bâtiment classé Grade I. Les pavillons attenants ont leurs propres classement de catégorie I, tout comme l'ancienne brasserie du manoir, maintenant une résidence privée séparée. Les murs flanquants de la maison et les piliers de la porte sont également classés Grade I comme les anciennes écuries. Celles-ci sont rénovées et transformées en maison privée par Muir et Mary Oddie . La grange est classée catégorie II*.

## Sources
- Jill Allibone, Anthony Salvin: Pioneer of Gothic Revival Architecture, Cambridge, Lutterworth Press, 1988 (ISBN 978-0-7188-2707-6, OCLC 1126398342, lire en ligne)
- Ruth Harman et Nikolaus Pevsner, Yorkshire: The West Riding: Sheffield and the South, New Haven, US and London, Yale University Press, coll. « The Buildings of England », 2017 (ISBN 978--0-300-22468-9)
- John James, Continuation & additions to the History of Bradford and its Parish, London, Longman, 1866 (OCLC 867386124, lire en ligne)
- Giles Worsley, England's lost houses; from the archives of Country Life, London, Aurum, 2002 (ISBN 1-85410-820-4, OCLC 48979659, lire en ligne)